# Umdracht
De Umdracht of Omdracht is een eeuwenoude sacramentsprocessie in Huissen, die vermoedelijk ontstaan is in de tweede helft van de zestiende eeuw. De processie vindt plaats op sacramentsdag, de gevierd wordt op de tweede zondag na pinksteren.

## De oorsprong van de Umdracht

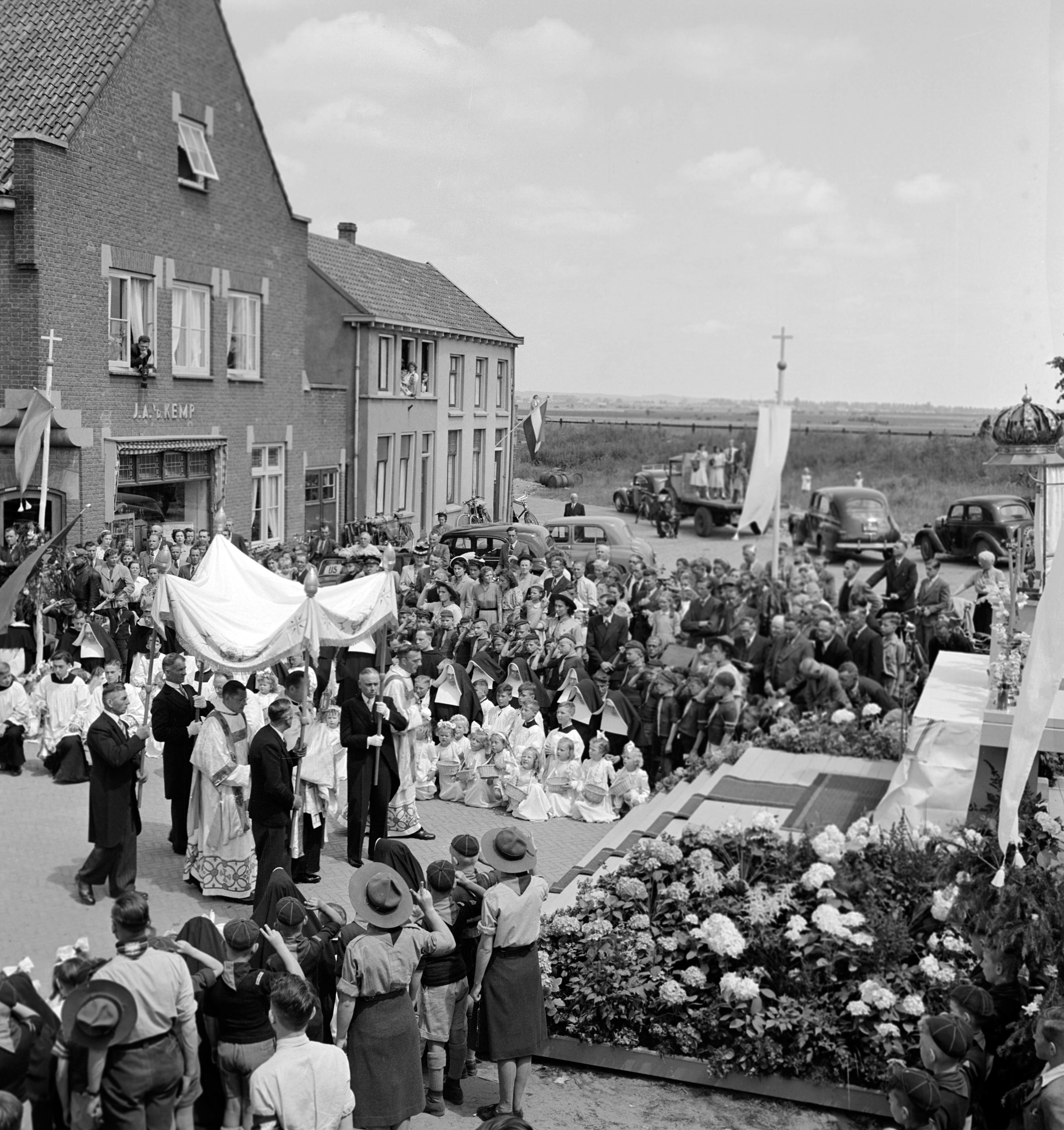
Processie in 1950

Het is bekend dat er al vanaf 1428 een jaarlijkse processie plaatsvond in Huissen, een Mariaprocessie. Die processie heeft tot halverwege de zestiende eeuw plaatsgevonden. Rond 1560 heeft de eerste sacramentsprocessie plaatsgevonden, Uit stukken van het Sint Gangulphusgilde uit 1567 lijkt te volgen dat de traditie toen nog niet plaatsvond. Vermoed wordt dat de traditie kort daarop ontstaan is. Omdat Huissen deel uitmaakte van Kleef, dat deel werd van Brandenburg en later Pruisen, kon de processie - in afwijking van de omliggende plaatsen - doorgang blijven vinden. Tijdens het Franse bewind (1810-1813) was de processie officieel verboden, maar heeft wel doorgang gevonden. Omdat dat betekende dat de processie zonder interruptie had plaatsgevonden, viel de Huissense processie niet onder het processieverbod. Tot 1912 vond de processie plaats op sacramentsdonderdag. Op 9 juni 1912 trok de processie voor het eerst op een zondag door Huissen. Werkgevers weigerden nog langer om arbeiders vrij te geven voor het deelnemen aan een processie. Sacramentsdonderdag was in Nederland niet langer een vrije dag. Onzeker is of de processie in 1943 en in 1944 heeft plaatsgevonden, maar in 1945 vond de processie plaats in het verwoeste centrum van de stad. In 2020 en 2021 vindt als gevolg van de maatregel in verband met de coronacrisis de Umdracht niet plaats.

## Inrichting van de Umdracht
De Umdracht is een oud Huissens immaterieel erfgoed, een geloofsuiting en een eeuwenoude traditie vol folklore en volksvroomheid, die mensen uit Huissen bijeenbrengt. De Umdracht trekt na een eucharistieviering vanuit de stadsparochiekerk, de O.L.V. ten Hemelopnemingkerk, door de met bloemen en vaandels versierde straten van de stad. Op verschillende plaatsen zijn rustaltaren ingericht, die het mogelijk maken dat een publiekelijke geloofsbelijdenis plaatsvindt. 

Kern van de processie is het Allerheiligste, de geconsacreerde (gezegende) hostie, als de belichaming van Jezus Christus. Deze wordt door een geestelijke in een monstrans meegedragen onder een hemel of baldakijn, een vierkante overkapping van rijkversierde, kostbare stof waaronder de priester de monstrans tijdens een sacramentsprocessie loopt. De hemel wordt vier stokken gedagen door de hemeldragers. Zij wisselen elkaar af. In de processie worden beelden meegedragen van Maria, Sint Gangulphus en Sint Laurentius. Achter het Allerheiligste lopen de Lingewaard en de gildenkoningen deel. Zij worden gevolgd door de bruidjes, meisjes die in witte kleding meedoen aan de Umdracht. Daarna lopen de edelknapen, schooljongens, met blauwe capes en baretten, die de kroon (van Christus Koning) meedragen. Aan de Umdracht nemen ook de maagden deel, ongehuwde jonge vrouwen die korenaren en andere producten van het land met zich meedragen. De gilden zijn ruim vertegenwoordigd, o.a. door hun vendeliers. Aan de Umdracht nemen ook verenigingen deel die voor passende processiemuziek zorgen in combinatie met het gebeier van de vier kerkklokken. De stoet, die verder uit gelovigen uit en buiten de parochie bestaat, wordt vergezeld door voorbidders. Veel gebruiken behoren tot de plaatselijke folklore: zo verdreef de wierook die nog steeds aangestoken wordt de toen vuile geur van de riolering, strooien de bruidjes nog steeds sträöisel (papiersnippers) op de straten, ter versiering van de vuile straat. De paarden die vooraan de stoet lopen zorgden er vroeger voor dat eventuele obstakels uit de weg werden geruimd, maar lieten daarbij vroeger ook wat achter. Dat doen paarden nog steeds, en nog steeds loopt er een bèn (mand) waar de paardenkeutels in worden geschept. 

De Umdracht wordt afgesloten met een predikatie in de kerk.